# Capriasca
Capriasca – miejscowość i gmina w południowej Szwajcarii, w kantonie Ticino, w okręgu (distretto) Lugano, siedziba administracyjna powiatu (circolo) Capriasca. Powstała 18 października 2001 w wyniku połączenia gmin Cagiallo, Lopagno, Roveredo Capriasca, Sala Capriasca, Tesserete i Vaglio. 20 kwietnia 2008 do gminy przyłączono gminy Bidogno, Corticiasca i Lugaggia.  

## Demografia
W Capriasca mieszka 6740 osób. W 2022 roku 11,3% populacji gminy stanowiły osoby urodzone poza Szwajcarią. 